# Barton Creek
Barton Creek es un lugar designado por el censo ubicado en el condado de Travis en el estado estadounidense de Texas. En el Censo de 2010 tenía una población de 3.077 habitantes y una densidad poblacional de 238,99 personas por km².

## Geografía
Barton Creek se encuentra ubicado en las coordenadas 30°16′55″N 97°52′3″O / 30.28194, -97.86750. Según la Oficina del Censo de los Estados Unidos, Barton Creek tiene una superficie total de 12.87 km², de la cual 12.87 km² corresponden a tierra firme y (0%) 0 km² es agua.

## Demografía
Según el censo de 2010, había 3.077 personas residiendo en Barton Creek. La densidad de población era de 238,99 hab./km². De los 3.077 habitantes, Barton Creek estaba compuesto por el 91.03% blancos, el 1.4% eran afroamericanos, el 0.39% eran amerindios, el 4.32% eran asiáticos, el 0% eran isleños del Pacífico, el 0.91% eran de otras razas y el 1.95% pertenecían a dos o más razas. Del total de la población el 6.43% eran hispanos o latinos de cualquier raza.